# جورج رايلي
جورج رايلي (بالإنجليزية: George Riley)‏ هو سياسي كندي، ولد في 2 أبريل 1843، وتوفي في 19 يناير 1916. حزبياً، نشط في الحزب الليبرالي الكندي. وقد انتخب عضو مجلس الشيوخ الكندي وانتخب عضو مجلس العموم الكندي.